# Paraphidippus aurantius
Paraphidippus aurantius är en spindelart som först beskrevs av Lucas 1833.  Paraphidippus aurantius ingår i släktet Paraphidippus och familjen hoppspindlar. Inga underarter finns listade i Catalogue of Life.